# Trimeresurus erythrurus
Trimeresurus erythrurus ist eine Vipernart aus der Gattung der Bambusottern innerhalb der Unterfamilie der Grubenottern. Im englischen Sprachraum wird sie u. a. als Redtail bamboo pit viper („Rotschwanz-Bambus-Grubenotter“) bezeichnet.

## Merkmale
T. erythrurus hat eine Gesamtlänge von 104,5 cm bei Weibchen und 57,5 cm bei Männchen. Die Schwanzlänge beträgt bei Weibchen 16,5 cm und bei Männchen 12 cm. Sie macht dabei zwischen 16 und 21 % der Gesamtlänge aus. Neugeborene Schlangen haben eine Größe von 15,6 bis 21,2 cm bei einem Durchschnitt von 19,4 cm und ein Gewicht von 3,0 bis 6,8 g mit durchschnittlich 5,6 g. Die Körperfarbe von T. erythrurus ist wie bei vielen Bambusottern dorsal grün. Ventral ist sie hellgrün bis gelblich. Der Schwanz ist braun gefleckt. Bei den Männchen verläuft ein weißer Lateralstreifen den Körper entlang und nach Smith teilweise auch bei Weibchen. Die Beschuppung zählt 23 bis 25 dorsale Schuppenreihen, 151 bis 174 Ventralia (Bauchschuppen) und 49 bis 67 Subcaudalia sowie 9 bis 13 Supralabialia (Oberlippenschilde). Der Hemipenis ist geteilt, ohne Stacheln und länger als bei T. salazar.
Die Art ist wie andere Vipern giftig.
Im Folgenden sind einige Merkmale für T. erythrurus und nahe verwandte Arten nach Mirza et al. gelistet. SL/GL bezeichnet dabei das Verhältnis von Schwanzlänge zu Gesamtlänge:
| Art                  | Dorsale Farbe           | Farbe der Lateralstreifen am Kopf | Dorsale Schuppenreihen | SL/GL     | Ventralia | Subcaudalia | Hemipenis      |
| -------------------- | ----------------------- | --------------------------------- | ---------------------- | --------- | --------- | ----------- | -------------- |
| T. albolabris        | Grün                    | Weiß                              | 21                     | 0,19–0,24 | 149–173   | 48–67       | gegabelt, lang |
| T. andersonii        | Braun oder schwarz      | –                                 | 23 oder 25             | 0,16      | 171–183   | 53–74       | gegabelt, lang |
| T. cantori           | Grün oder braun         | Weiß                              | 27 oder 31             | 0,12–0,20 | 170–176   | 44–73       | gegabelt, lang |
| T. erythrurus        | Grün                    | Weiß                              | 23                     | 0,16–0,21 | 151–174   | 49–67       | gegabelt, lang |
| T. fasciatus         | Braun                   | –                                 | 21                     | 0,18–0,21 | 158–163   | 63–65       | gegabelt, lang |
| T. insularis         | Grün oder blau          | –                                 | 21                     | 0,21–0,22 | 156–167   | 54–75       | gegabelt, lang |
| T. purpureomaculatus | Schwarz bis dunkelbraun | –                                 | 23 bis 27              | 0,16–0,19 | 152–183   | 54–79       | gegabelt, lang |
| T. septentrionalis   | Grün                    | Weiß                              | 21                     | 0,19–0,24 | 160–181   | 55–83       | gegabelt, lang |
| T. salazar           | Grün                    | Rötlich orange                    | 19 oder 21             | 0,14–0,18 | 163–171   | 59–74       | gegabelt, kurz |

## Lebensweise und Lebensraum

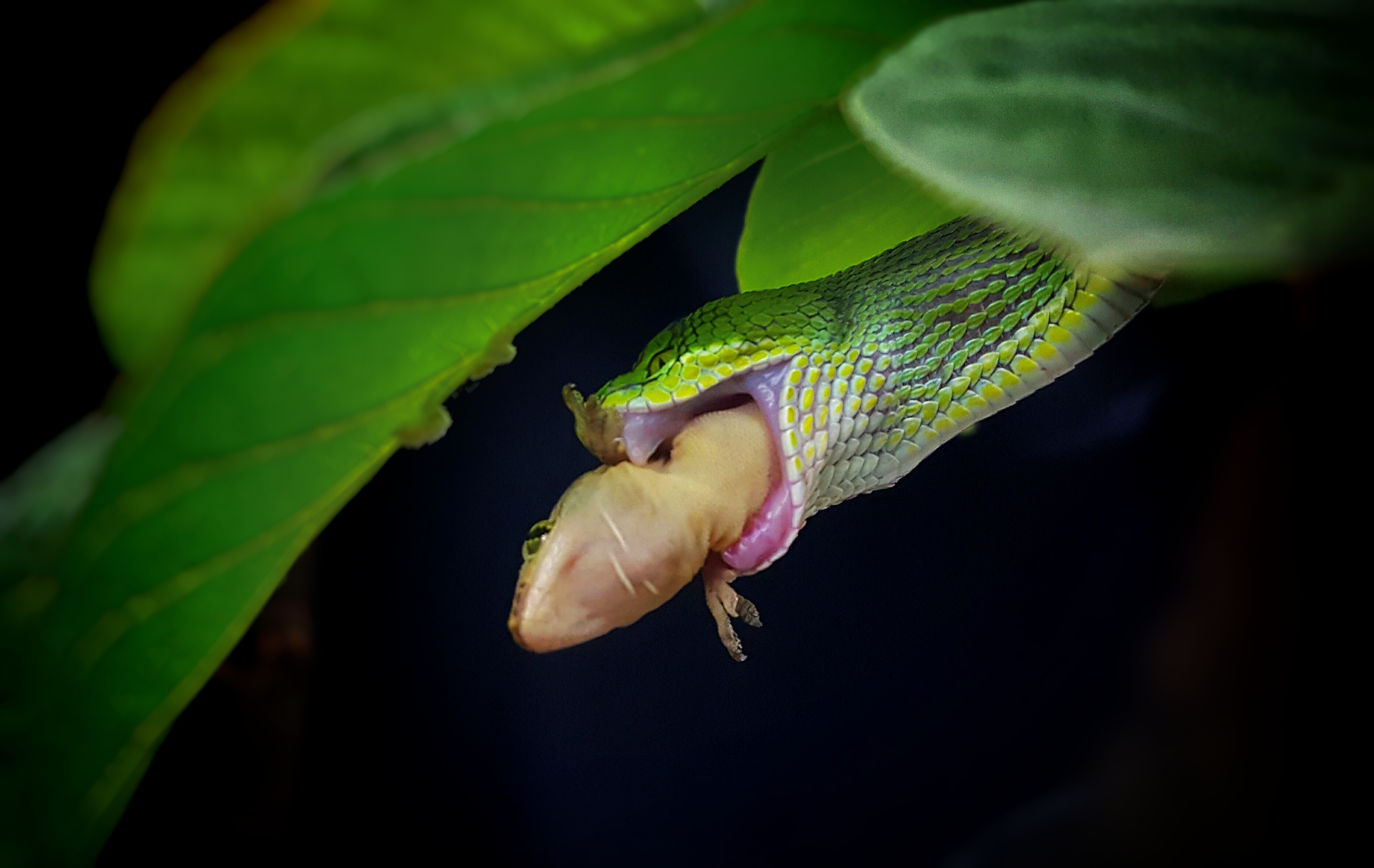
T. erythrurus beim Fressen eines erbeuteten Geckos

Die Art ist ovovivipar (ei-lebendgebärend). Sie ist vorwiegend baumbewohnend. Ihr Lebensraum sind tropische Wälder im Flach- und Hügelland sowie Mangrovenwälder. Sie kommt sowohl in Primär- als auch in Sekundärwäldern vor und wurde in Höhen unterhalb von etwa 200 m beobachtet.

## Verbreitungsgebiet und Gefährdungsstatus
Das Verbreitungsgebiet erstreckt sich über die nordöstlichen Bundesstaaten Assam, Sikkim, Mizoram, Westbengalen, Nagaland in Indien sowie über angrenzende Teilgebiete von Nepal, Bhutan, Bangladesch und Myanmar.
Die Weltnaturschutzunion (IUCN) stuft die Art als nicht gefährdet (least concern) ein und ihren Populationstrend als stabil. Sie wurde in einigen Schutzgebieten beobachtet wie beispielsweise im Barail Wildlife Sanctuary in Assam.

## Systematik
Trimeresurus erythrurus ist eine Art aus der Gattung der Bambusottern. Sie wurde 1839 von Theodore Edward Cantor als Trigonocephalus erythrurus wissenschaftlich erstbeschrieben. Als Typuslokalität ist das Ganges-Delta angegeben. Das Artepitheton stammt aus dem Griechischen („erythros = rot, rötlich“) und bezieht sich vermutlich auf die manchmal rötlich erscheinende Haut zwischen den grünen Schuppen. Von Malhotra & Thorpe wurde diese und Schwesterarten 2004 der Gattung Cryptelytrops zugeordnet, doch andere Autoren verwendeten später wieder die Gattung Trimeresurus. Es werden keine Unterarten unterschieden.

## Trivia
2013 wurde bei einem Weibchen in Indien für die Art erstmals eine selten auftretende Dizephalie (Zweiköpfigkeit) gefunden.